# Municipio de May (condado de Washington)
El municipio de May (en inglés: May Township) es un municipio ubicado en el condado de Washington en el estado estadounidense de Minnesota. En el año 2010 tenía una población de 2776 habitantes y una densidad poblacional de 28,5 personas por km².

## Geografía
El municipio de May se encuentra ubicado en las coordenadas 45°9′52″N 92°50′3″O / 45.16444, -92.83417. Según la Oficina del Censo de los Estados Unidos, el municipio tiene una superficie total de 97.4 km², de la cual 87,79 km² corresponden a tierra firme y (9,86 %) 9,61 km² es agua.

## Demografía
Según el censo de 2010, había 2776 personas residiendo en el municipio de May. La densidad de población era de 28,5 hab./km². De los 2776 habitantes, el municipio de May estaba compuesto por el 97,77 % blancos, el 0,36 % eran afroamericanos, el 0,14 % eran amerindios, el 0,72 % eran asiáticos, el 0,07 % eran de otras razas y el 0,94 % eran de una mezcla de razas. Del total de la población el 0,79 % eran hispanos o latinos de cualquier raza.